# Pont du Garigliano
Pour l’article homonyme, voir Gare du Pont du Garigliano - Hôpital européen Georges-Pompidou.
Le pont du Garigliano est un pont enjambant la Seine à Paris et succédant au viaduc d'Auteuil.

## Situation et accès
Le pont relie le boulevard du Général-Martial-Valin dans le quartier de Javel (15e arrondissement), au boulevard Exelmans dans le quartier d'Auteuil (16e arrondissement).
Il traverse la Seine, porté par seulement deux piles, proches des rives. Il enjambe les voies sur berge des deux rives avant de se raccorder à la terre ferme.

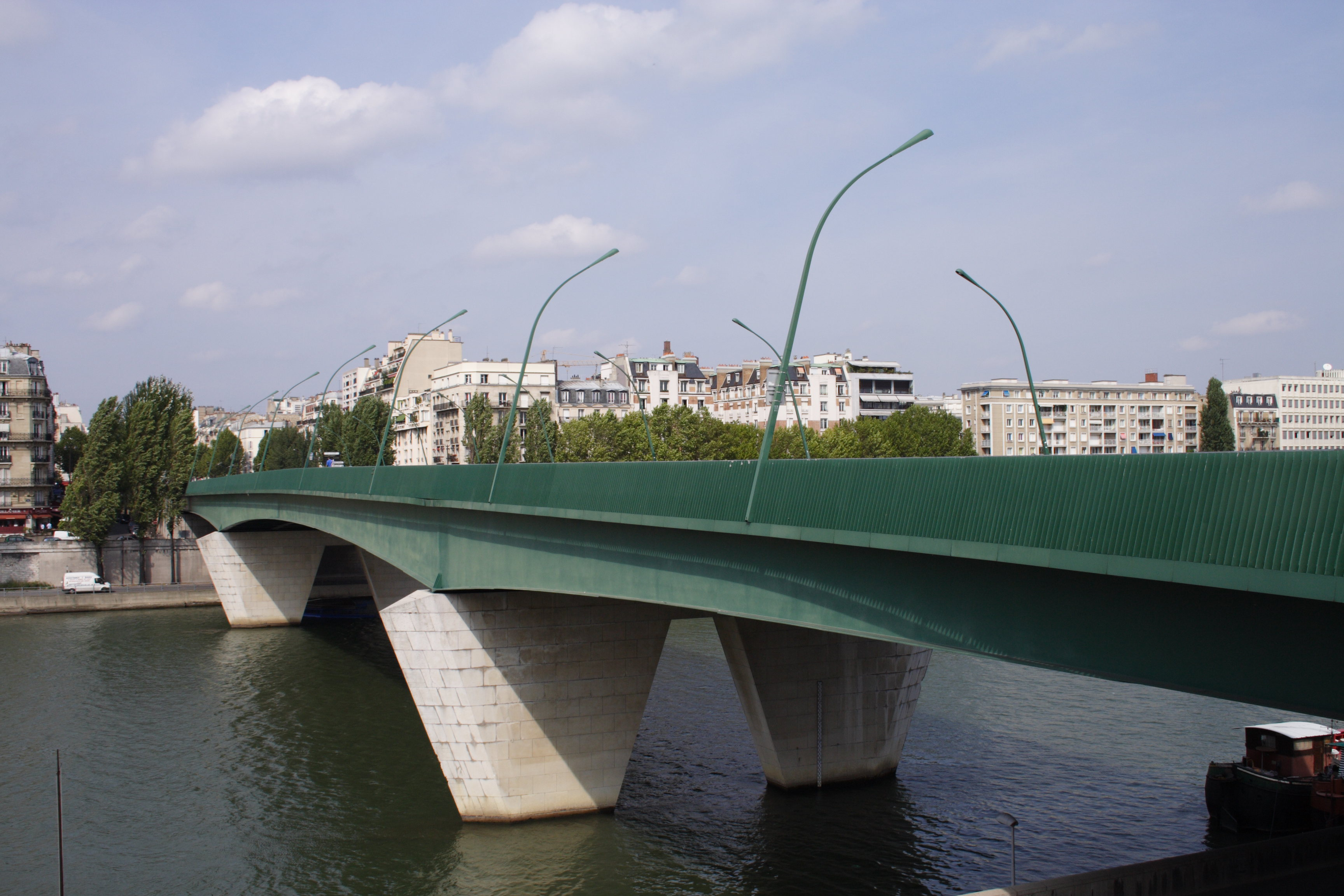
Le pont, vu de la rive gauche.
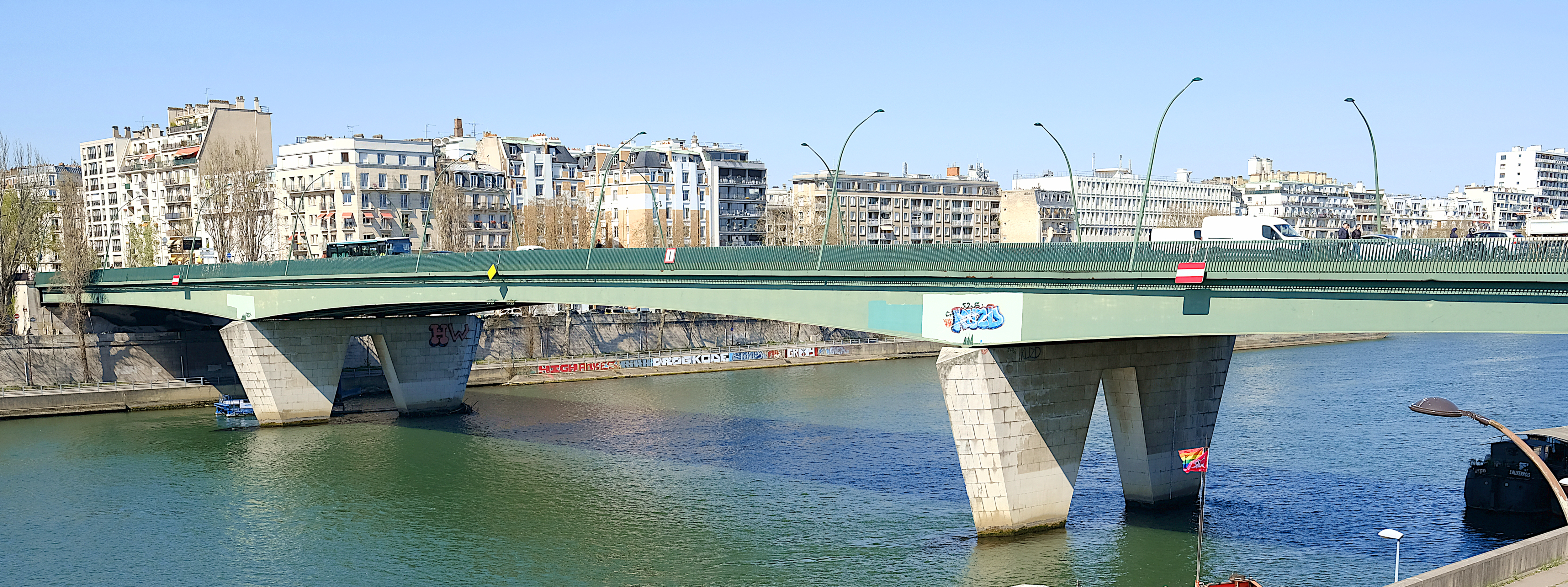

Il est situé à proximité des locaux de France Télévisions (situées esplanade Henri-de-France) et de l’hôpital européen Georges-Pompidou (HEGP).

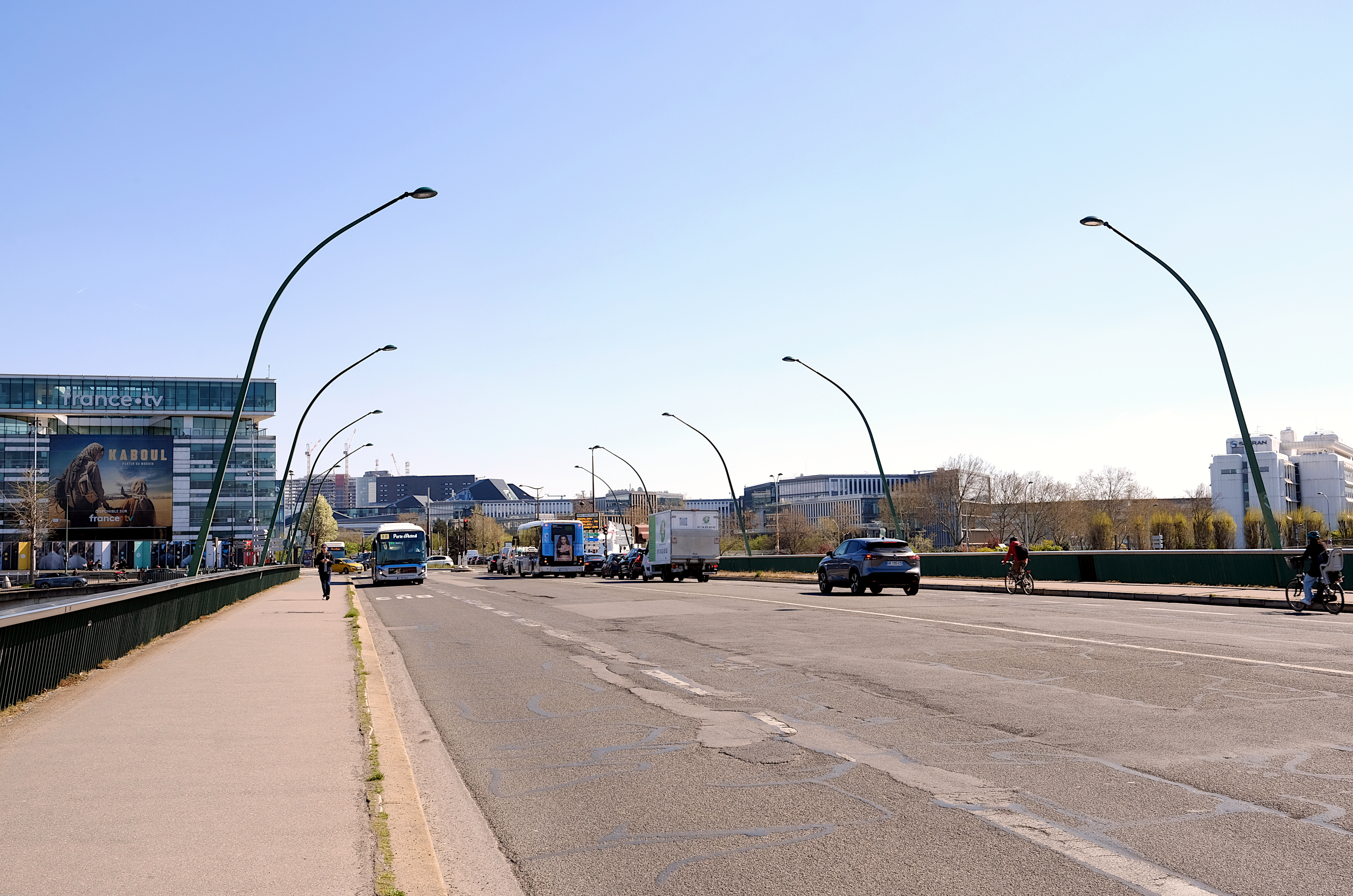
Le 15e arrondissement vu du pont.

Le site est desservi par la gare du Pont du Garigliano de la ligne C du RER, par la ligne 3a du tramway du même nom.

## Origine du nom
Le nom du pont commémore la bataille du Garigliano de 1944, durant la campagne d'Italie livrée en mai 1944, près du mont Cassin, durant laquelle les troupes du corps expéditionnaire français commandées par le général Juin se couvrent de gloire. Le pont est inauguré sous ce nom le 24 avril 1967.
Une autre bataille du Garigliano, au XVIe siècle, marque une défaite française.

## Historique

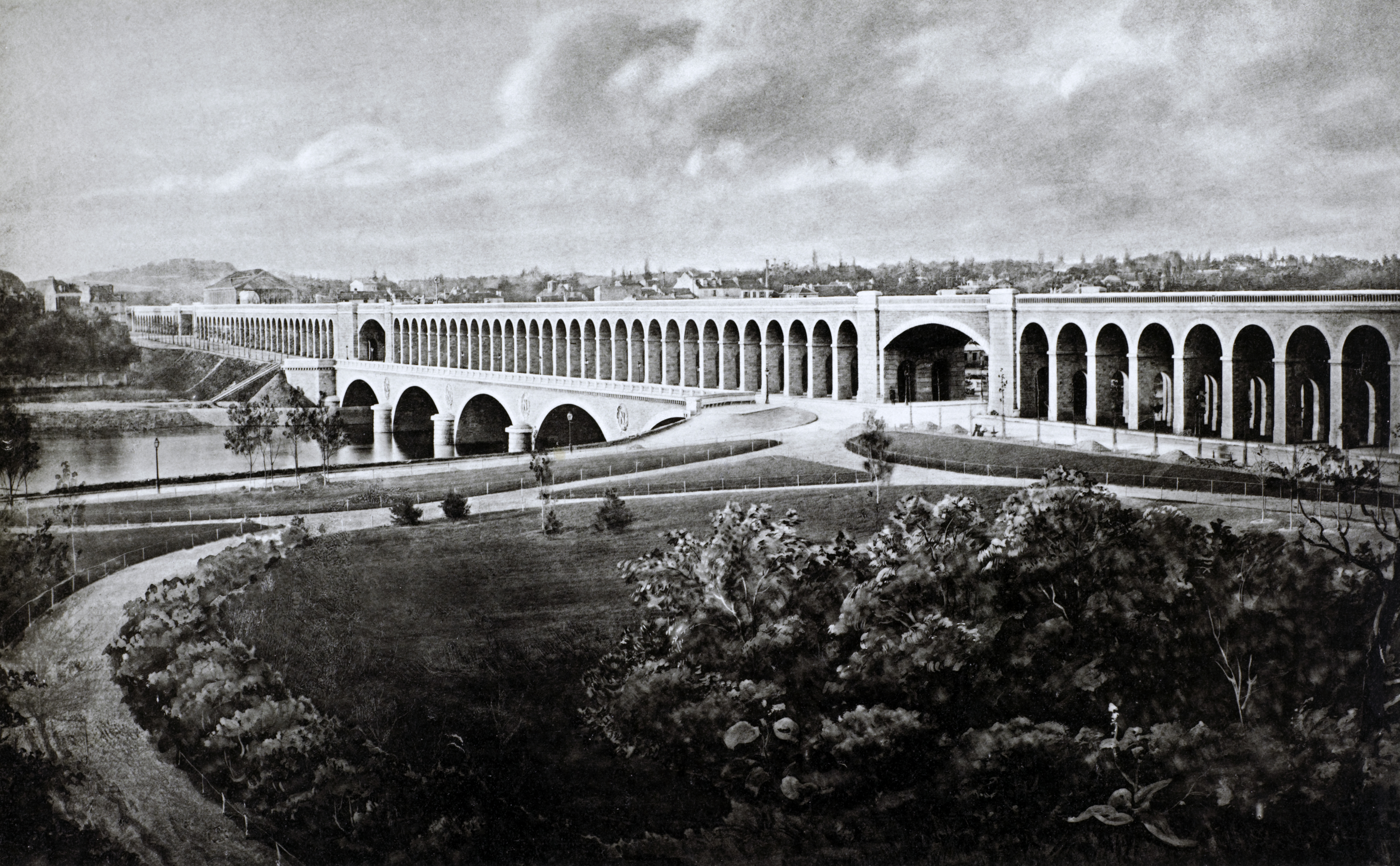
Le viaduc d'Auteuil.

De 1863 à 1960 se trouvait à cet emplacement le viaduc en maçonnerie dit viaduc d'Auteuil, également appelé « viaduc du Point-du-Jour ». Celui-ci comportait un étage, le niveau haut pour les trains de la ligne de Petite Ceinture et le niveau bas pour la circulation des véhicules et des piétons. Il permettait la jonction entre la gare du Point-du-Jour et la gare de Grenelle-Ceinture.
Le 15 septembre 1943, le viaduc est sujet à des bombardements alliés, initialement destinés aux usines Renault de Boulogne. Depuis 1934, il n'était plus emprunté par des voyageurs ; il n'est donc pas réparé par la suite.
La circulation automobile augmentant sur les boulevards des Maréchaux et en règle générale dans le mode de vie des Franciliens, les arches étant par ailleurs trop basses pour la navigation fluviale, conduisirent à envisager un nouvel édifice. En 1958, le viaduc est alors démoli, de même que celui de Javel et la gare du Point-du-Jour. L'ancien pont est remplacé par un ouvrage réalisé par l'architecte Davy et l’ingénieur Thenault, inauguré le 1er septembre 1966.
La réalisation de ce pont est attribuée à l'ingénieur Costes des Ponts et chaussées de l'époque. Il y a lieu de préciser que la structure métallique a été calculée, dessinée et fabriquée par la SFAC (Société des Forges et Ateliers du Creusot à Chalon-sur-Saône). Le calcul a été fait par un jeune ingénieur nommé René Bouniot (ENSM 1954), qui a mis trois mois pour le calculer[réf. souhaitée].
De 2006 à 2012, l'œuvre Le Téléphone est installée au centre de son côté aval, implantée sur le bord extérieur de son trottoir et arrimée à son garde-fou. Il s'agissait d'une cabine téléphonique sculptée en forme de fleur par l'architecte Frank Gehry, n'ayant pas d'autre fonction que de recevoir des appels de Sophie Calle, l'artiste qui l'a imaginée pour accompagner la mise en service du tramway des Maréchaux, dont le terminus est tout proche.
Deux plaques commémoratives sont installées sur le pont, côté rive droite. Celle du trottoir nord rend hommage à la victoire du Garigliano (1944), celle du trottoir sud retranscrit une citation du maréchal Alphonse Juin le premier jour de cette bataille.

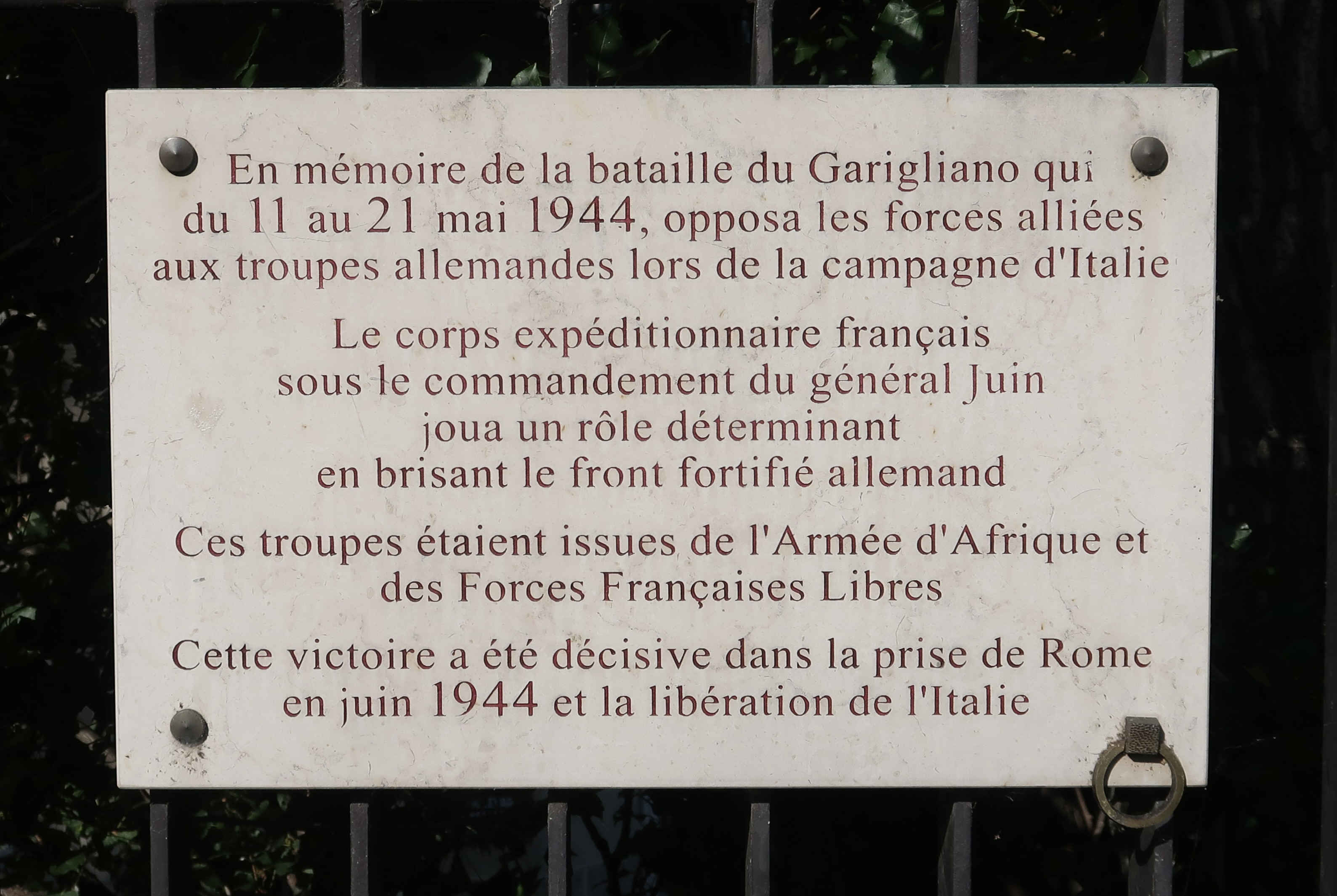
Plaque en mémoire de la bataille du Garigliano.
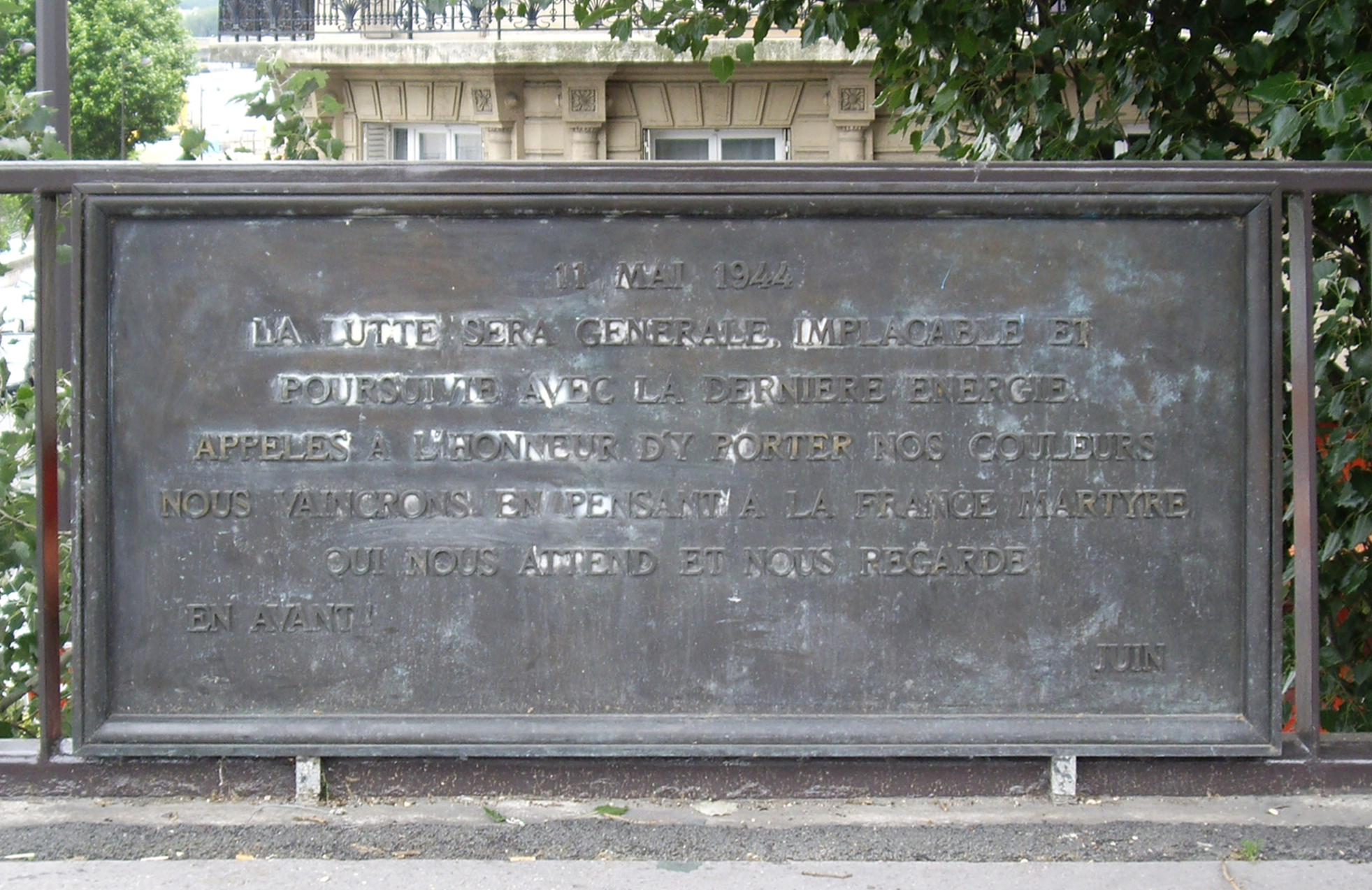
Plaque avec la citation du maréchal Juin.

## Technique
C'est un pont métallique soudé à six poutres, comprenant trois travées de 58, 93 et 58 mètres.
C'est le plus haut pont de Paris, à 18 mètres au-dessus du niveau de la Seine (ce qui en fait aussi un lieu de suicides, comme celui de Boris Fraenkel).

## Piège à déchets du pont du Garigliano
Un barrage flottant se situe entre la voie Georges-Pompidou et le pilier ouest. Il s'agit d'un piège à déchets flottants faisant partie d'un ensemble de 26 barrages répartis le long de la Seine et de ses affluents : 11 en amont de la capitale (dont 4 sur la Marne), 3 sous les ponts de Paris, et 12 en aval de la capitale.
L'ensemble des barrages a permis la collecte de 1 819 tonnes en 2007, réduisant d'autant le déversement en mer de ces détritus.